# Соціалістична партія США
Соціалістична партія Сполучених штатів Америки (SPUSA) — соціалістична політична партія у Сполучених Штатах. Заснована 1973 року як правонаступниця Соціалістичної партії Америки, яка розкололася за рік до цього, внаслідок чого утворилася інша група під назвою Соціал-демократи, США.
Партія виступає за створення «радикальної демократії, яка ставить життя людей під свій власний контроль — безкласове, феміністичне, соціалістичне суспільство, вільне від расизму, сексизму, гомофобії чи трансфобії», при якій «люди володіють і контролюють засоби виробництва та розподілу через демократично контрольовані державні установи, кооперативи чи інші колективні групи»; «повна зайнятість реалізується для кожного, хто хоче працювати»; «працівники мають право вільно створювати профспілки, а також страйкувати»; і «виробництво суспільства використовується на благо всього людства, а не для приватної вигоди небагатьох».
Кандидати від партії беруть участь у виборах і змагалися з кандидатами від Республіканської та Демократичної партій. SPUSA виступає за повну незалежність від Демократичної партії.
У жовтні 2019 року Соціалістична партія висунула Хоуі Хокінса на пост президента Сполучених Штатів на виборах 2020 року. Хокінс також отримав президентську номінацію від Партії зелених у 2020 році.